# Erkersreuth (Selb)

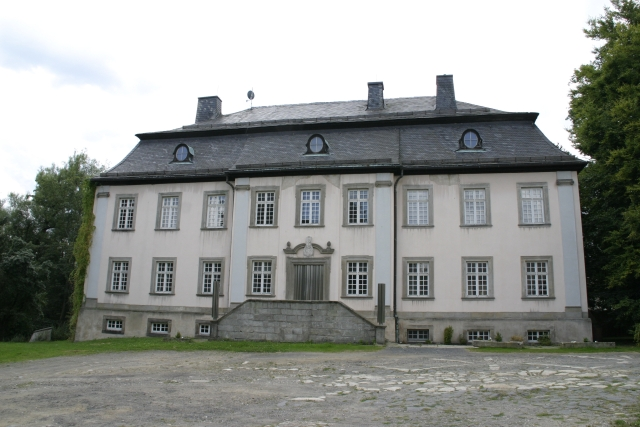
Schloss Erkersreuth

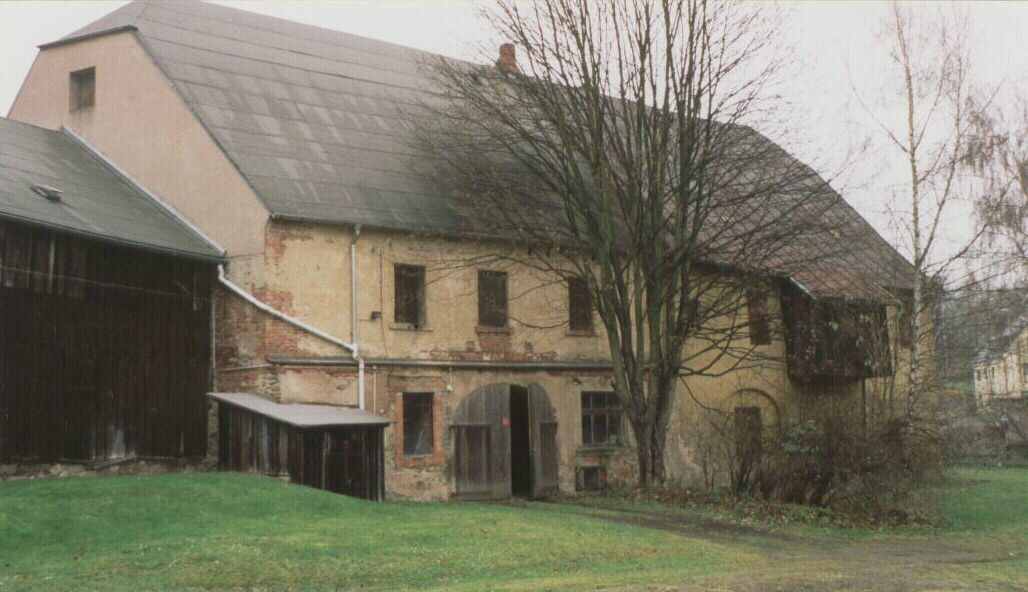
Scheune, Brauhaus und „Altes Schloss“ der Lindenfelser rechts des Baumes – dieser Gebäudeteil wurde 2003 abgerissen

Erkersreuth ist ein Gemeindeteil der Großen Kreisstadt Selb im Landkreis Wunsiedel im Fichtelgebirge (Oberfranken, Bayern). Das Pfarrdorf ist mit Selb zusammengewachsen und liegt im Naturpark Fichtelgebirge. Erkersreuth wurde am Ende des Zweiten Weltkriegs wieder Grenzort.
Der deutsch-tschechische Grenzübergang Selb/Aš ist etwa drei Kilometer entfernt. 1894 erhielt der Ort über die Bahnstrecke Selb-Plößberg–Selb Stadt Anschluss an das deutsche Eisenbahnnetz. Die Gemeinde verlor am 31. Dezember 1977 ihre Selbständigkeit und wurde im Zuge der Gemeindegebietsreform am 1. Januar 1978 in die Große Kreisstadt Selb eingegliedert.

## Geschichte

### Rittergut und Schloss Erkersreuth
1252 wurde ein „Edler von Raitenbach“ aus Erkersreuth erwähnt. Weitere Nennungen Erkersreuths stammen aus den Jahren 1342, 1378, 1392 und 1401. Ein Vertrag vom Jahr 1414 zwischen dem Burggrafen und der Stadt Eger enthält die Anmerkung: „Erkersreuth mit einem Rittersitz und das ganze Dorf“. Nickel zu Raitenbach war 1416/1417 Beisitzer am Landgericht zu Eger. 1527 erhielt Wolf von Raitenbach die Halsgerichtsbarkeit für Erkersreuth. Sein Sohn Niklas (1532–1605), ein recht streitsüchtiger Ritter, übernahm das Lehensgut. 1616 besaß sein Enkel Conrad von Raitenbach das Erkersreuther Rittergut. 1689 verstarb Conrads Sohn Friedrich Wilhelm von Raitenbach ohne Nachkommen. Bruder Caspar Carl übernahm den Besitz, blieb aber ebenfalls ohne Erben. Das Rittergeschlecht derer von Raitenbach auf Erkersreuth erlosch 1691.
1696 kaufte Bernhard Jobst von Lindenfels das Rittergut für 33.000 Gulden (fl) vom Fürstentum Bayreuth. Die Familienmitglieder der Lindenfelser gehörten zu den höchsten Beamten des Fürstentums Bayreuth. 1748 wurde das neue Schloss der Lindenfelser gebaut, das noch besteht. 1800 verkaufte Adam Carl von Lindenfels den Erkersreuther Besitz an den preußischen Adeligen Theodor von Kretschmann (von 1801 bis 1808 „Dirigierender Landesminister des Fürstentums Sachsen-Coburg-Saalfeld“). Kretschmann veräußerte innerhalb von zehn Jahren den Besitz an Bürgerliche und an seine Hintersassen. 1811 kam Schloss Erkersreuth in den Besitz von Privatleuten, den Fabrikanten Riedel aus Klingenthal(bis 1872) und Franz Wilfer aus Haslau (von 1872 bis 1899).
1879 verpachtete Franz Wilfer den Brüdern Max und Philipp Rosenthal einen Teil des Schlossgebäudes. Mit zugekaufter Weißware begannen die beiden mit der Bemalung von Porzellan. Daraus entwickelte sich die Firma Rosenthal AG. 1899 ging das Schloss bis 1953 in den Besitz der Firma Rauh und Ploß (ehemalige Brauerei in Selb) über, die es an die Rosenthal AG verkaufte. Seit 2009 gehört Schloss Erkersreuth der Rosenthal GmbH.
Das größtenteils erhaltene Rittergut der Raitenbacher und das neue Schloss der Lindenfelser befinden sich in der Ortsmitte.

### Wappen und Fahne

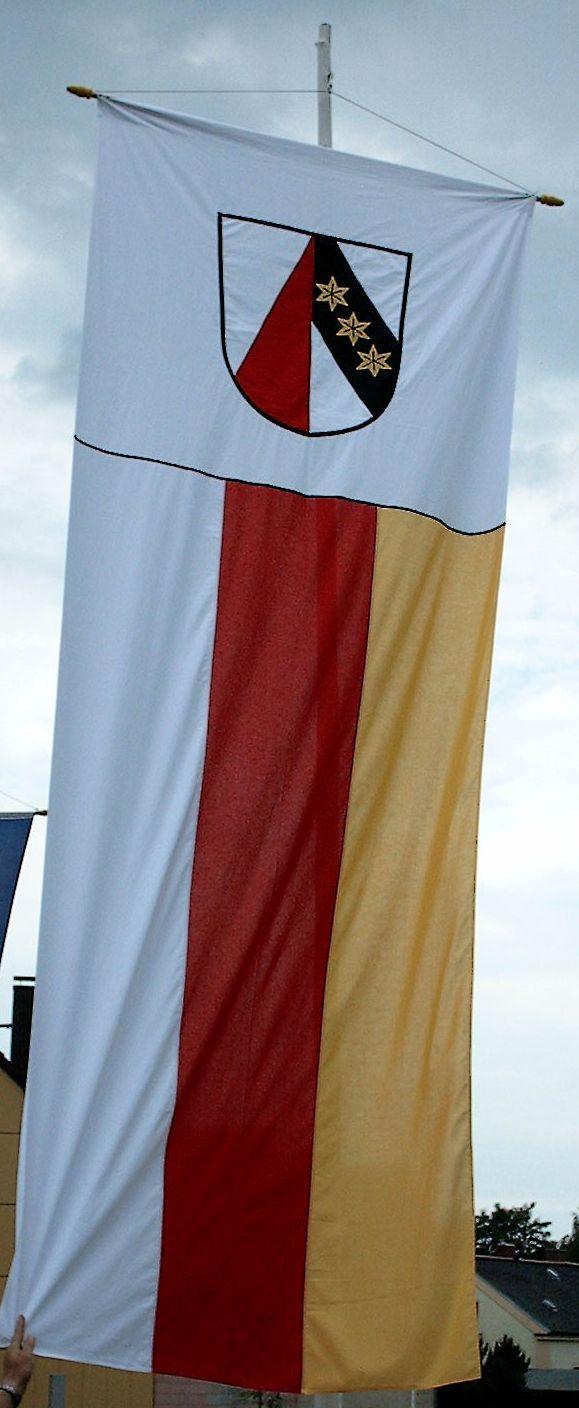
Fahne der Gemeinde Erkersreuth im Angerpark

Das Bayerische Staatsministerium des Innern gab mit Schreiben vom 18. Mai 1961 die Einwilligung zur Annahme des Wappens und der Fahne:
| Wappen der ehemaligen Gemeinde Erkersreuth | Blasonierung: „Gespalten, vorne schräg links von Silber und Rot geteilt; hinten in Silber ein mit drei sechsstrahligen Sternen belegter schwarzer Schrägbalken.“ |
| Wappen der ehemaligen Gemeinde Erkersreuth | Wappenbegründung: Dieses historische Wappen ist die Verschmelzung der Wappen der Edlen von Raitenbach und der Freiherren von Lindenfels. Ersteres wird symbolisiert durch eine schräge Teilung in Silber und Rot. Das Wappen der Lindenfelser besteht aus einem schwarzen Schrägbalken auf Silber, der mit drei goldenen Sternen belegt ist. |

Die Beschreibung der Fahne lautet: „Drei Streifen in der Farbenfolge Weiß, Rot, Gelb; sie kann auch mit dem Gemeindewappen geführt werden.“
Die Fahnenweihe erfolgte im Rahmen des Erkersreuther Wiesenfests 24. Juni 1961 im Schlosshof Erkersreuth durch Freiherr von Lindenfels zu Thumsenreuth, einen Nachkommen der Lindenfelser zu Erkersreuth, der die Genehmigung zur Verwendung des Hauswappens der Lindenfelser durch die Gemeinde Erkersreuth erteilt hatte.

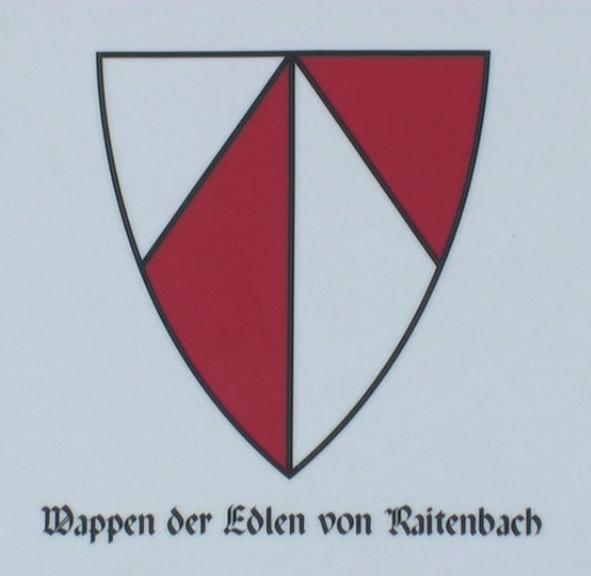
Wappen der Edlen von Raitenbach (Porzellanrelief im Angerpark Erkersreuth)
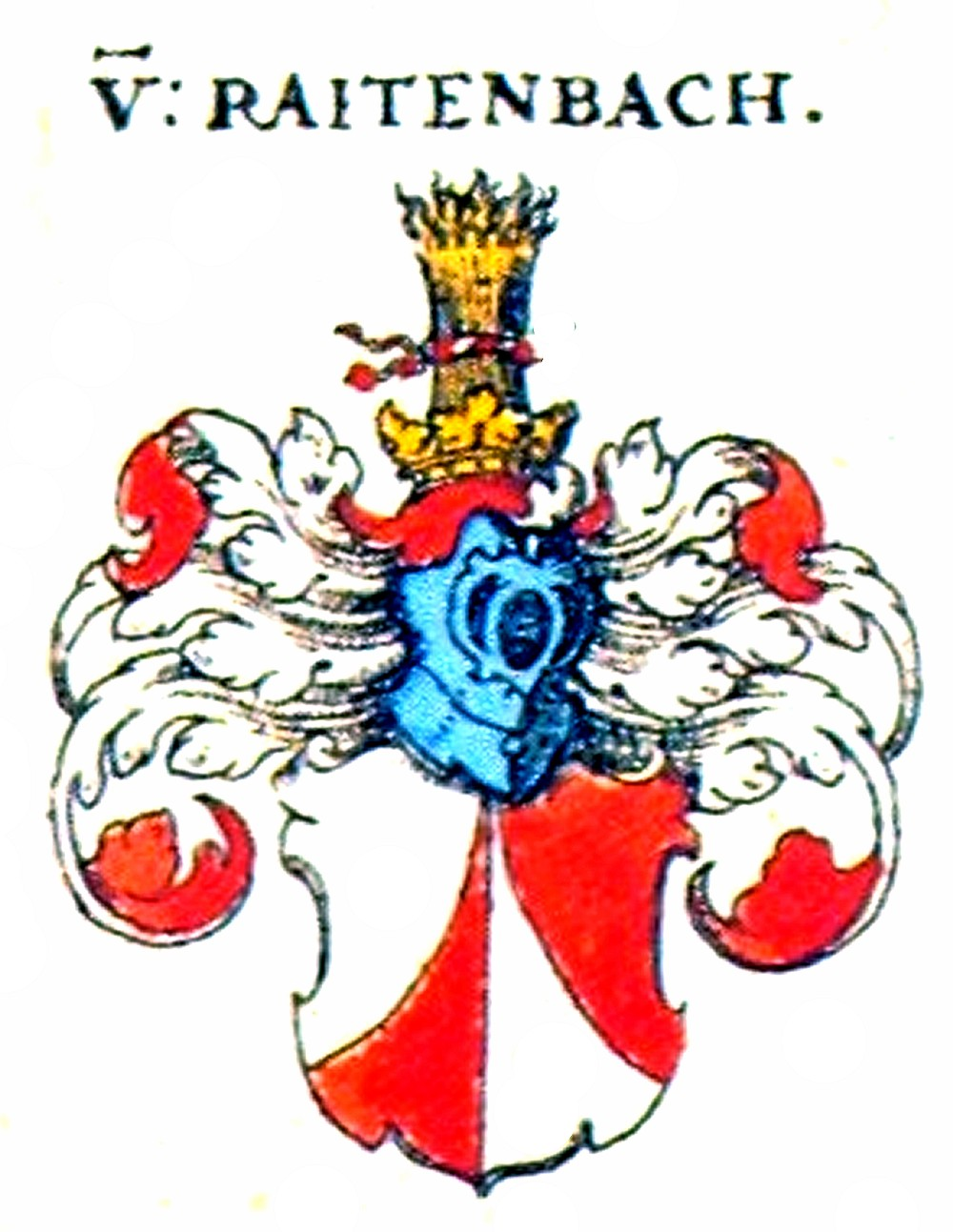
Wappen derer von Raitenbach nach Siebmachers Wappenbuch
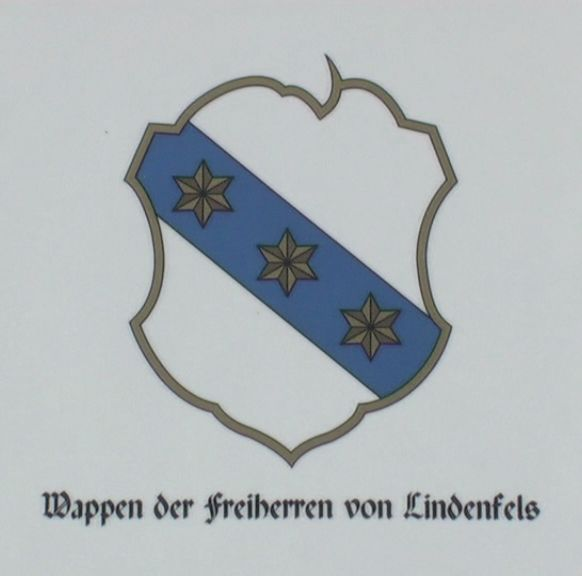
Wappen der Edlen von Lindenfels (Porzellanrelief im Angerpark Erkersreuth)
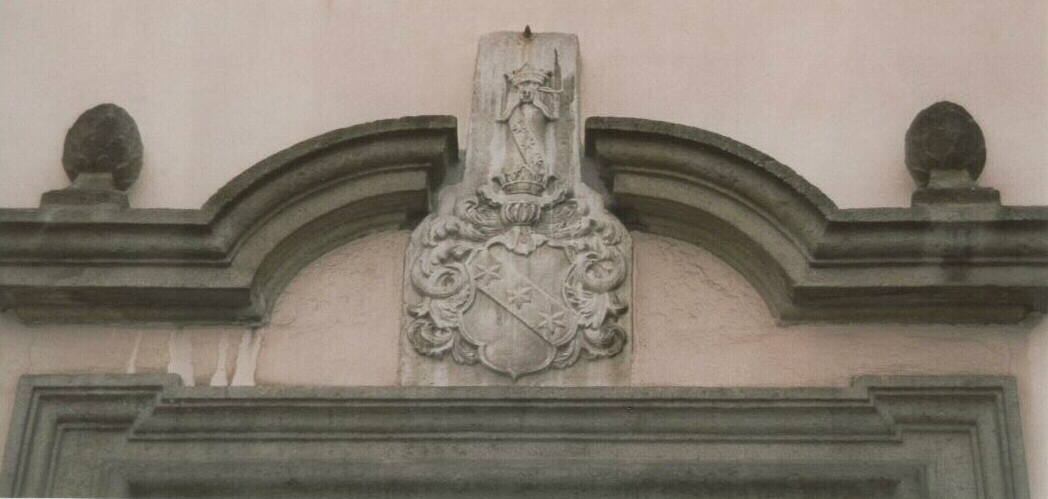
Wappen der Familie von Lindenfels am Erkersreuther Schloss

## Politik

### Bürgermeister von 1945 bis 1977
- 1945–1954: Hans Legat
- 1954–1962: Paul Zippel
- 1962–1977: Walter Wejmelka (wurde am 27. März 1975 mit dem Verdienstorden der Bundesrepublik Deutschland und dem Verdienstkreuz am Bande ausgezeichnet)

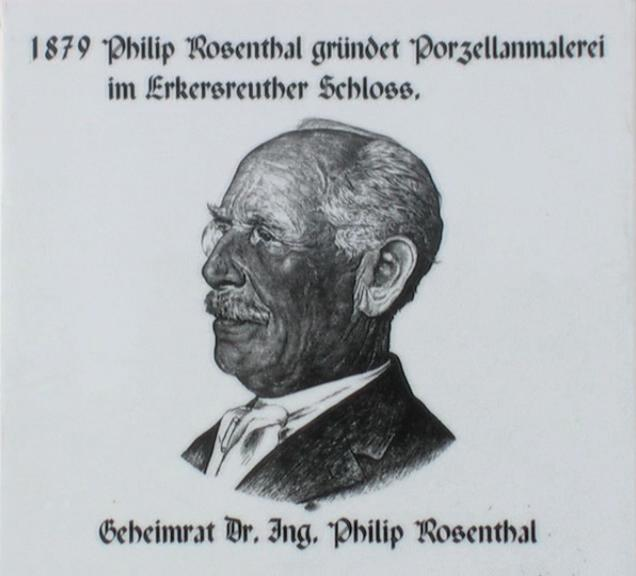
Geheimrat Dr. Ing. Philipp Rosenthal (Porzellanrelief im Angerpark Erkersreuth)

### Politische Prominenz in Erkersreuth
- 10. Juni 1974: CSU-Vorsitzender Franz Josef Strauß
- 25. August 1974: Bundestagspräsidentin Annemarie Renger
- 26. September 1974: Ex-Bundeskanzler Willy Brandt
- 1977: Bundespräsident Walter Scheel
- Philip Rosenthal (* 23. Oktober 1916 in Berlin; † 27. September 2001 in Erkersreuth), letzter Vorstandsvorsitzender der Rosenthal AG aus der Familie Rosenthal und Politiker, ist im Erkersreuther Schlosshof begraben.

## Kultur und Sehenswürdigkeiten

### Vereine
- Eishockey/Tennis: Eissportclub Erkersreuth e. V. (ECE). Der ECE – Abteilung Eishockey nahm von 1967 bis 2010 am Spielbetrieb des BEV teil und erreichte 1980 und 1991 die Meisterschaft der Bayerischen Landesliga Gruppe I. 1991 stieg der EC in die Bayernliga auf, in der er sich bis zur Saison 1993/94 halten konnte. 1967/68 spielte der ECE in der viertklassigen BLL. Quelle: rodi-db.de[5]
- Evangelischer Gemeindeverein Erkersreuth/Selb-Plößberg
- Förderverein Martin-Luther-Kinderhort
- Freiwillige Feuerwehr Erkersreuth
- Gartenbauverein Erkersreuth
- Siedlergemeinschaft Erkersreuth
- Turner- und Sängerbund (TuS) Erkersreuth
- Verein Einigkeit Erkersreuth
- Freunde des Angerparks (Gemeinschaft aus verschiedenen Vereinen)
- Schützenverein Waldfreund Reuth (Reuth-Schützen)

### Regelmäßige Veranstaltungen
- Seit 2006 findet jährlich am 5. Januar ab 16:30 Uhr die Erkersreuther Rauhnacht im neu angelegten Angerpark statt.
- Seit der Einweihung des Angerparks am 25. Juli 2005 findet alljährlich eine Woche vor dem Selber Wiesenfest das Angerfest statt.
- Das Erkersreuther Weinfest gibt es seit 2007. Es findet jährlich zum Erntedankfest (September/Oktober) in der Scheune statt. Ein gemeinsamer Gottesdienst geht dem Fest voran.
- Seit dem hundertjährigen Bestehen des Vereins Einigkeit Erkersreuth im Jahr 2008 findet alljährlich im Oktober/November die Erkersreuther Musiknacht mit Musikgruppen aus der Region statt.
- Jährlich am Samstag vor dem Ersten Advent findet im Angerpark das Adventseinsingen statt, eine besinnliche musikalische Feierstunde unter dem mit Porzellanglocken geschmückten Christbaum.